# Beemster
Beemster este o comună în provincia Olanda de Nord, Țările de Jos. 

## Localități componente
Middenbeemster, Noordbeemster, Westbeemster, Zuidoostbeemster.